# Pilosella merxmuelleriana
Pilosella merxmuelleriana là một loài thực vật có hoa trong họ Cúc. Loài này được (S.Bräut.) S.Bräut. & Greuter mô tả khoa học đầu tiên năm 2007.